# Goofy's Hysterical History Tour
Goofy's Hysterical History Tour es un videojuego lanzado en 28 de septiembre de 1993 para Mega Drive por Absolute Entertainment.

## Historia
Goofy encuentra finalmente un trabajo que le gusta en el Ludwig von Drake Museo de Historia y se convierte en un gran portero trabajador. Pero Pete es su enemigo para obtener sabotear le dispararon por la exposición. Goofy debe recuperar las piezas faltantes de las exposiciones, la derrota de Pete, y guardar su trabajo antes del conservador viene en el futuro. Con la Amplíe Goofy-O-mano, tendrá que viajar a través del tiempo a fin de completar su misión.